# Proteïnes de la cèl·lula hoste
Les proteïnes de les cèl·lules hostes (HCPs de l'anglès Host-Cell Proteins) són les proteïnes expressades per la cèl·lula hoste emprades per a la producció de fàrmacs biològics i que romanen com a impureses no desitjades en el producte final en acabar el procés de producció malgrat les etapes de purificació existents. Durant la fabricació, la majoria dels HCPs són eliminades (> 99%) en les etapes de purificació, però resten sempre petites quantitats de HCP en els productes biològics produïts, com ara anticossos monoclonals (mAbs), conjugats d'anticossos-fàrmacs (ADC), proteïnes terapèutiques, vacunes, i altres biofàrmacs basats en proteïnes.
Les autoritzacions regulatòries nacionals, com la FDA i l'EMA, requereixen a les companyies farmacèutiques que els biofàrmacs hagin de ser analitzats i purificats per reduir els HCP a un nivell acceptable. El nivell d'acceptació de l'HCP s'avalua cas per cas i depèn de diversos factors inclosos; dosi, freqüència d'administració de la medicina, tipus de medicina i gravetat de la malaltia. L'anàlisi dels HCPs no és senzill, ja que el contingut en HCP pot consistir en la barreja d'un gran nombre de proteïnes o fragments de proteïnes, úniques per a l'hoste específic i no relacionades amb la proteïna recombinant d'interès farmacològic.
El nivell d'acceptació de les HCP ha estat habitualment en l'interval d'1-100 ppm (1-100 ng / mg de producte) a causa del límit de detecció dels mètodes analítics establerts. Fins i tot quan les quantitats de HCP en el producte final són del nivell de traces, no se sap si els HCP específics poden afectar l'estabilitat de la proteïna o la immunogenicitat del pacient.
Si s'està afectant l'estabilitat, la durabilitat de la substància activa podria disminuir des que és produïda fins que és administrada. També és possible que l'efecte de la proteïna sigui superior o inferior al que estava previst. El grau d'immunogenicitat a llarg termini és pràcticament impossible de determinar i, per tant, pot ser una amenaça relativament severa per a la salut del pacient.

## Riscos per a la salut
És cabdal caracteritzar la població de HCP en biofàrmacs a causa del risc potencial de seguretat d'exposar el sistema immunitari a proteïnes estranyes.
Amb els sistemes de cèl·lules hostes d'aplicació habitual com ara E. coli, llevat, la línia cel·lular de mieloma de ratolí (NS0) i la d'ovari xinès de hamster (CHO), les diferències a nivel genètic entre el sistema de producció i el cos humà són molt grans, i la probablilitat de promoure una resposta immune, elevada. El risc d'immunogenicitat augmenta com més distant filogenèticament és l'espècie emprada en la producció de l'espècie a qui va dirigit el producte farmacològic, l'humà típicament. Diversos estudis han relacionat una reducció dels HCPs a un descens de les citocines inflamatòries específiques. Altres HCP poden ser molt similars a les proteïnes humanes i poden induir una resposta immune amb reactivitat creuada contra la proteïna humana o la proteïna de substància farmacéutica, és a dir, casos d'autoimmunitat. Les conseqüències exactes dels HCPs per a cada pacient són incertes i difícils de preveure i determinar amb els mètodes analítics actuals.

## Anàlisi
Durant el procés de producció, són diversos els factors que influeixen en la composició i l'abundància de l'HCP, incloent els gens de la cèl·lula hoste, el sistema d'expressió del producte i els passos de purificació. Sovint les HCP es co-purifiquen juntament amb el producte d'interès, per interacció amb la proteïna recombinant. Per tant, els requisits analítics són extremadament elevats i cal desenvolupar tècniques més sensibles per poder detectar i quantificar millor la població d'HCP present en un biofàrmac.
L'ELISA és el mètode aplicat més sovint per a l'anàlisi de les HCP, principalment perquè tradicionalment ha estat l'únic mètode amb la sensibilitat requerida per detectar els nivells baixos d'HCPs. Tot i que el procés de desenvolupament requereix molt de temps, feina i haver de menester d'animals de recerca, l'anàlisi es realitza i s'interpreta ràpidament. Tot i això, hi ha diverses limitacions associades a la tècnia d'ELISA en aquesta particular aplicació. La quantificació de les HCP es basa principalment en la quantitat i l'afinitat dels anticossos anti-HCP per a la detecció dels antígens HCP. Els grups d'anticossos anti-HCP no poden cobrir tota la població de HCP i són impossibles de detectar proteïnes dèbilment immunogèniques, ja que no es generen anticossos equivalents en el procés d'immunogenització de l'animal que produeix els anticossos. Per tant, calen sempre altres mètodes que proporcionin informació complementària. Per exemple l'espectrometria de masses (MS, en anglès). La cromatografía líquida (LC) d'altra pressió (HPLC) associada a l'espectrometria de masses (LC-MS) permet la detecció de proteïnes presents en quantitats molt petites.
Recentment, el mètode de MS ha estat millorat més mitjançant el mètode SWATH LC-MS. SWATH és una forma d'adquisició independent de dades (DIA) d'espectrometria de masses, on l'interval de masses està dividit en petites finestres de masses, que després s'analitzen amb MS tàndem (MS / MS). Els avantatges clau són la reproductibilitat tant per a la identificació individual de la HCP com per a la quantificació absoluta aplicant estàndards de proteïna interns.